# استان ملطیه
استان مَلَطیه یا ملاطیه (به کردی: Meletî) (به ترکی استانبولی: Malatya ili) نام یکی از استان‌های ترکیه واقع در منطقهٔ ناحیه آناتولی شرقی است.
مرکز این استان شهر باستانی ملطیه است. بیش از نصف مردم آن کُرد زازاکی یا دیلمی یا علوی و مابقی ترکی، کُردی کرمانجی و مسیحی (ارمنی و سُریانی) هستند اما در مجامع همگی به زبان تُرکی تکلم می‌کنند.

## شهرستان‌ها

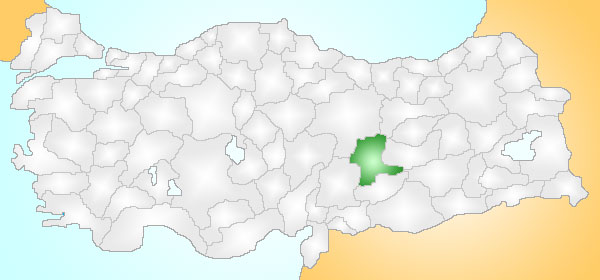
محل استان ملطیه

- آقچه‌داغ Akçadağ
- عرب‌گیر Arapgir
- ارگوان Arguvan
- بَطّال‌غازی[۱]
- دارنده Darende
- دوغان‌شهر Doğanşehir
- دوغان‌یول Doğanyol
- حکیم‌خان Hekimhan
- قلعه Kale
- کولونجاک Kuluncak
- ملطیه Malatya
- پوتورگه Pütürge
- یازی‌خان Yazıhan
- یشیل‌یورت Yeşilyurt